# Rosendo Hernández González
Rosendo Hernández González (Santa Cruz de La Palma, 1 de març de 1921 - Santa Cruz de La Palma, 3 d'agost del 2006), ha estat un dels futbolistes històrics del RCD Espanyol. Va ser internacional amb la selecció catalana i amb la selecció espanyola.

## Trajectòria
Els seus inicis van ser als clubs Unión i Fomento de l'illa de La Palma. Marxà a la Cultural Leonesa, on realitzà el servei militar, i breument a l'Atlético Aviación (1943-44). El mitja punta canari va disputar 129 partits amb la samarreta blanc i blava entre el 1944 i el 1950, i va marcar cinquanta-dos gols en els partits de Lliga, convertint-se en el sisè màxim golejador de la història del RCD Espanyol en la competició. Va formar part del primer equip blanc-i-blau des de la temporada 44-45 fins a la 49-50.
També va militar al Reial Saragossa (1950-52) i la UD Las Palmas (1952-1953), entre d'altres clubs.
Va ser quatre vegades internacional amb la selecció espanyola, participant en la Copa del Món de Futbol de 1950 al Brasil.
Va entrenar a l'equip de la UD Las Palmas en diverses etapes, i va assolir l'ascens a primera divisió la temporada 1963-64.